# Cetiosauriscus
Cetiosauriscus là một chi khủng long chân thằn lằn đã từng sinh sống ở khu vực nay là Anh 164 triệu năm trước trong Trung Jura, được von Huene mô tả khoa học năm 1927. Là loài ăn thực vật, Cetiosauriscus có — đối với tiêu chuẩn sauropoda — đuôi dài vừa phải, và chân trước dài hơn, khiến chúng dài bằng chân sau. Kích thước cơ thể ước tính là dài khoảng 15 m và cân nặng từ 4-10 tấn.
Hóa thạch duy nhất được biết đến sau này được đặt tên là Cetiosauriscus bao gồm phần lớn nửa phía sau của bộ xương cũng như một thanh răng sau (NHMUK R3078). Được tìm thấy ở Cambridgeshire vào những năm 1890, nó được Arthur Smith Woodward mô tả vào năm 1905 như một mẫu vật mới của loài Cetiosaurus leedsi. Điều này đã được thay đổi vào năm 1927, khi Friedrich von Huene tìm thấy NHMUK R3078 và mẫu điển hình C. leedsi quá khác với Cetiosaurus, đảm bảo chi riêng của nó, mà ông đã đặt tên Cetiosauriscus, có nghĩa "giống như Cetiosaurus". Cetiosauriscus leedsi đề cập đến họ sauropoda Diplodocidae vì những điểm tương đồng ở đuôi và chân, và có những loài trung gian hoặc đáng ngờ "Cetiosauriscus" greppini, "C." longus, và "C." glymptonensis gán cho nó. Năm 1980, Alan Charig đặt tên cho một loài mới là Cetiosauriscus cho NHMUK R3078 vì thiếu vật liệu tương đương với loại của C. leedsi; loài này được đặt tên Cetiosauriscus stewarti. 
Vì tình trạng bảo quản kém hóa thạch Cetiosauriscus leedsi,Charig đã gửi một bản kiến nghị tới Ủy ban quốc tế về danh pháp động vật để thay vào đó đưa ra loài điển hình C. stearti. Cetiosauriscus pitarti đã trở thành loài diplodocida lâu đời nhất được xác nhận cho đến khi phân tích phát sinh loài được công bố vào năm 2003 thay vào đó tìm thấy loài này thuộc về Mamenchisauridae, và tiếp theo là các nghiên cứu vào năm 2005 và 2015 đã tìm thấy nó bên ngoài Neosauropoda , trong khi không phải là mamenchisaurida thích hợp.